# جون ر. كروفورد
جون ر. كروفورد (بالإنجليزية: John R. Crawford)‏ هو كاتب غير روائي أمريكي، ولد في 4 أغسطس 1915 في برين مار ‏ في الولايات المتحدة، وتوفي في 14 فبراير 1976 في نيويورك في الولايات المتحدة.